# Arnehore

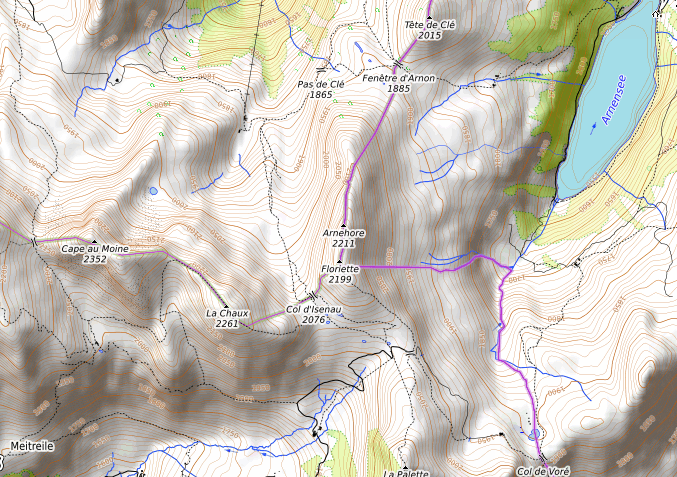
Carte topographique.

L'Arnehore est un sommet des Préalpes vaudoises à la frontière entre le canton de Vaud et celui de Berne.